# AM 748 I 4to

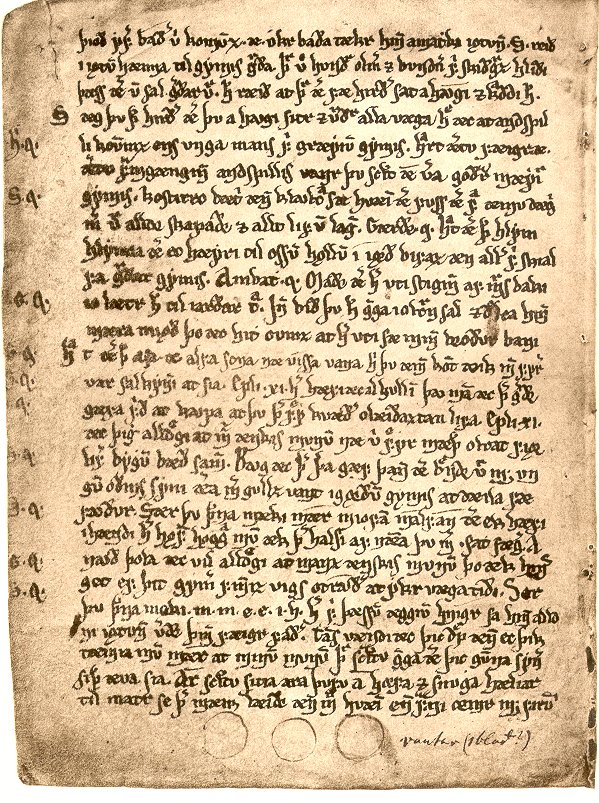
En sida ur AM 748 Ia 4to med Sången om Skirner. Noteringar i kanten anger talare för varje vers. En del experter anser att detta talar för att dikten kan ha framförts som ett drama.

AM 748 4to var en isländsk handskrift gjord på veläng. Den skrevs omkring 1300–1325 och innehöll flera dikter ur den Poetiska Eddan. Árni Magnússon fick boken 1691 i Gaulverjabær från Halldór Torfason, som ärvt den från sin far som i sin tur fått den i arv från sin halvbror, biskop Brynjólfur Sveinsson. Boken var då sambunden med en version av Skáldskaparmál från cirka 1400, som Árni bröt loss. Boken delades därmed upp i två band, AM 748 I 4to och AM 748 II 4to (äldre beteckning AM 1 eβ fol). 
Första bandet delades på nytt 1996 i samband med att större delen av handskriften återlämnades till Island. De inledande eddakvädena, nu med beteckningen AM 748 Ia 4to, stannade kvar i Köpenhamn medan återstoden, i nytt band med beteckningen AM 748 Ib 4to, skeppades till Reykjavik.

## AM 748 Ia 4to
Följande dikter ingår i AM 748 Ia 4to:
- Sången om Grimner, Grímnismál (fullständig)
- Kvädet om Hymer, Hymiskviða (fullständig)
- Balders drömmar, Baldrs draumar (fullständig)
- Sången om Skirner, Skírnismál (delvis)
- Sången om Harbard, Hárbarðsljóð (delvis)
- Sången om Vavtrudner, Vafþrúðnismál (delvis)
- Kvädet om Volund, Völundarkviða (endast början av prologen)

AM 748 Ia 4to är den enda medeltida handskrift där Balders drömmar är nedtecknad. De andra dikterna finns även i Codex Regius.

## AM 748 Ib 4to
Andra halvan av handskriften inleds med ett fragment ur en okänd avhandling, ibland kallad Fimmta málfræðiritgerðin (”Femte grammatiska avhandlingen”). Därefter följer:
- Tredje grammatiska avhandlingen av Óláfr Þórðarson hvítaskáld.
- Litla Skálda, bestående av en kenninglista, vilken anses vara föregångare till Snorre Sturlassons Skáldskaparmál.
- Ett kapitel om heiten rörande Fenrisulven.
- Snorre Sturlassons Skáldskaparmál från och med kapitel 45 samt även inkluderande tulorna.
- Íslendingadrápa av Haukr Valdísarson. (Dikten har endast bevarats i denna handskrift.)

## AM 748 II 4to
Denna del, som var den första som bröts loss ur den ursprungliga boken eftersom den antagligen inte hörde dit, skrevs omkring 1400. Den innehåller diverse fragment ur Skáldskaparmál samt en genealogi över sturlungarnas och skarðverjarnas ätter.